# Маршевицы
Маршевицы (Маршавицы) — деревня в Островском районе Псковской области. Входит в Воронцовскую волость.
Расположена на берегах реки Боровенка в 37 км к востоку от города Острова и в 5 км к северо-западу от волостного центра, деревни Шики.

## Население
| 2001 | 2002 | 2010 |
| ---- | ---- | ---- |
| 73   | ↘63  | ↘33  |

Численность населения деревни по состоянию на 2000 год составляет 73 жителя.

## История
До апреля 2015 года деревня входила в состав Шиковской волости (до 1995 года — Шиковского сельсовета).